# Corine Rottschäfer

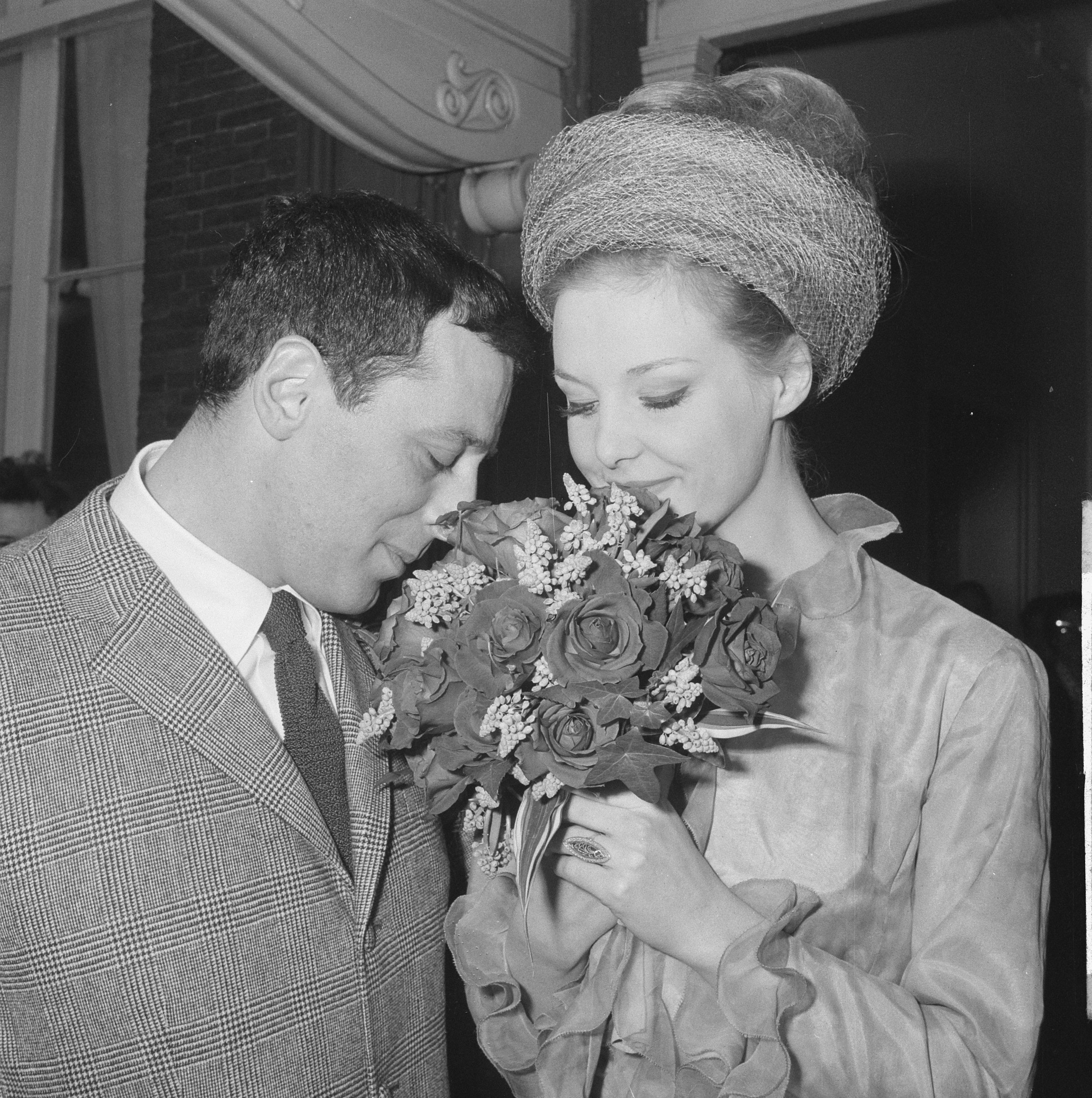
Huwelijk Corine Rottschäfer en Edo Spier, 25 april 1962

Corine Spier-Rottschäfer (Hoorn, 8 mei 1938 – Amsterdam, 24 september 2020) was een Nederlands fotomodel en schoonheidskoningin. In 1959 was zij Miss World. Zij is ruim veertig jaar directeur van het eerste professionele modellenbureau in de Benelux, Corine's Agency, geweest.

## Jeugd
Corry Rottschäfer was de oudste van vijf kinderen. Haar vader was vertegenwoordiger, haar moeder huisvrouw. Ze werd in Hoorn geboren maar groeide op in Amsterdam. Ze werkte voor een confectiebedrijf, waar ze soms inviel als pasmodel.

## Missverkiezingen

### Miss Europa 1957
Op 19-jarige leeftijd werd Corry Rottschäfer verkozen tot Miss Holland 1957. Op 26 juni 1957 won zij in Baden-Baden, West-Duitsland de Miss Europa 1957 verkiezing. Zij was de eerste Nederlandse vrouw die de Miss Europa-titel in de wacht sleepte.
Rottschäfer startte de Miss Europa-verkiezing als een van de grote favorieten. Andere favorieten waren miss Engeland (Sonia Hamilton) en miss Finland (Marita Lindahl). Hamilton werd uiteindelijk vijfde en enkele maanden later veroverde zij een derde plaats bij de Miss Universe 1957 verkiezing. Miss Finland werd tweede; in november 1957 werd Lindahl gekroond tot Miss World 1957. Er deden vijftien deelneemsters mee aan Miss Europa 1957.

### Miss Universe 1958
Op 26 juli 1958 deed Rottschäfer mee aan de Miss Universe-verkiezing in het Californische Long Beach (Verenigde Staten). Rottschäfer startte als een van de favorieten. Andere favorieten waren miss Suriname (Gertrud Gummels) en miss Colombia (Luz Zuluaga). Zowel Rottschäfer als miss Suriname moesten uiteindelijk genoegen nemen met een plaats bij de halvefinalisten. Miss Colombia won.

### Miss World 1959
Op 10 november 1959 was Rottschäfer een van de 37 deelneemsters aan de Miss World-verkiezing. Zij kwam later aan in Londen dan de andere kandidaten omdat zij op het laatste moment door de Miss Holland-organisatie gevraagd was om in te vallen voor Peggy Erwich, Miss Holland 1959. Erwich had afgezegd omdat zij een grote modellenopdracht in West-Duitsland aangeboden had gekregen. Rottschäfer was nu een outsider. Een paar uur voor de verkiezing ontdekte zij enkele brandgaten in haar avondjurk. Miss Israël (Ziva Shomrat) leende haar een avondjurk. Rottschäfer won uiteindelijk de titel Miss World 1959 en werd daarmee de eerste Nederlandse die deze titel in de wacht sleepte. Miss Israël werd derde.

#### Prijzengeld
Met het winnen van de Miss World 1959 titel streek Rottschäfer omgerekend een bedrag van zo'n 4000 gulden op. Tevens won zij een auto en benzinebonnen van Shell voor ruim 16.000 km. Rottschäfer had het in die tijd niet breed en kon derhalve de auto niet overzee naar Amsterdam transporteren. Daarop besloot zij de auto en de benzinebonnen te verkopen. Dit leverde haar nog eens 6000 gulden op.

## Leven na de missverkiezingen

### Huwelijk
Na het winnen van de Miss World 1959 verkiezing had Rottschäfer genoeg van missverkiezingen. In de eerste helft van de jaren 1960 werkte zij als veelgevraagd model in de hele wereld. Ze huwde in 1962 met architect, en later politicus, Edo Spier, met wie ze twee kinderen kreeg. Spier vond haar vele buitenlandse reizen maar niks en klaagde dat ze er nooit was. Daarom stopte ze met het modellenwerk.

### Eigenaar modellenbureaus
In de tweede helft van de jaren zestig baarde Spier-Rottschäfer opzien door, als vrouw, het eerste professionele modellenbureau in de Benelux op te richten. Modellen zoals Nan Los waren blij met de vermindering van regelwerk. Ook modefotografen zoals Paul Huf, Hans Dukkers en Boudewijn Neuteboom verwelkomden het centrale aanspreekpunt. De Bond van Adverteerders was echter niet blij met de prijsstijgingen en politie en justitie dachten dat Spier-Rottschäfer een escortservice was begonnen, en dat was verboden. Na een aantal rechtzaken stopte de vervolging en werd de wet aangepast. Dit was ook gunstig voor uitzendbureaus.
In de jaren zeventig fuseerde Spier-Rottschäfers Modelplanning met Holland Location van Ger Roggeveen tot The Agency. Enige jaren later begon Spier-Rottschäfer opnieuw voor zichzelf. Corine's Agency was lange tijd een toonaangevend modellenbureau in binnen- en buitenland. Corinne verkocht haar agentschap in 2002 aan Rob Peetoom en ging met pensioen.

### Laatste jaren
Rond 2016 werd bij Spier-Rottschäfer alzheimer vastgesteld en in 2020 overleed ze op 82-jarige leeftijd aan een hersenbloeding. Ten tijde van haar overlijden woonde ze in Amsterdam. Ze ligt samen met haar echtgenoot begraven op de begraafplaats Zorgvlied in Amsterdam.
- Virtual International Authority File: 292169337